# 愛沙尼亞同性婚姻

虹色爱沙尼亚地图

爱沙尼亚同性婚姻以55票贊成、34票反對的結果在2023年6月20日於國會通過，自2024年1月1日起生效。自2014年政府允许同性伴侣签署同居协约，於2016年1月1日起生效。目前是前苏联15個加盟共和國當中，唯一一個制定了同性伴侣法和通過同性婚姻的國家。
此外，由于法院在2016年12月作出了裁决，在其他国家登记的同性婚姻在爱沙尼亚予以承认。2017年11月塔林地区法院裁决认为这种承认并不意味着给外国配偶带来居留权。但是在2018年12月，依据欧洲法院的判决，另外一家爱沙尼亚法院裁决认为在可以给外国配偶授予居留权。

## 注册伴侣关系
2011年5月25日爱沙尼亚司法长官要求司法部推出一条民事伴侣关系法。他裁决到对同性伴侣关系的不认可是违背爱沙尼亚宪法的。之后，伴侣关系的承认再次成为爱沙尼亚的热点政治议题。
爱沙尼亚改革党和社会民主党支持推出一条伴侣关系法，而保守的祖国与共和国联盟则反对。爱沙尼亚中间党则支持就这个议题进行讨论。法律草案由司法部在2012年8月拟定，并在2012年10月1日之前向社会各界征求意见。2014年3月，议会中的一个小组开始拟定法律草案来规范同居伴侣的法律地位。该草案在2014年4月17日提交至议会。5月22日该草案得到行政内阁的支持。2014年6月19日议会在一读中以32对45票的结果否决了一项旨在取消该草案的动议。10月8日举行了二读，一个旨在就该草案进行全民公决的动议以35对42票的结果被否决，另外一个旨在取消该草案的动议以41对33票的结果被否决。该草案最终在10月9日以40对38票的结果通过。总统托马斯·亨德里克·伊尔韦斯在当天签署了该法律，该法在2016年1月1日正式生效。